# Grande Peur
La Grande Peur est un mouvement de peurs collectives qui se sont répandues en France, essentiellement du 20 juillet au 6 août 1789, mais se sont prolongées au-delà. Elles sont parfois suivies de révoltes anti-seigneuriales et d’émeutes frumentaires en ville, mais les phénomènes sont disjoints. Elles aboutissent à la création générale de milices bourgeoises sur tout le territoire, qui évoluent sous la direction de l’Assemblée nationale en gardes nationales et au mouvement des fédérations de ces mêmes gardes qui culmine lors de la fête de la Fédération le 14 juillet 1790, moment de reprise en main du mouvement populaire.
La Grande Peur et les révoltes anti-seigneuriales simultanées ont signalé l'effondrement de l'autorité de l'Ancien Régime et engendré un important mouvement d'émigration de la noblesse. Elles ont aussi provoqué la surprise — et l'inquiétude — des nouvelles autorités politiques et ont entraîné, en réponse immédiate à celles-ci, l'abolition des privilèges.

## Historiographie
Les historiens du XIXe siècle ont différentes façons de considérer la Grande Peur (qu’ils ne nomment pas ainsi). Pour Michelet, ces paniques sont une réaction populaire légitime face à une menace et annoncent la Grande Armée. Thiers et Louis Blanc et les historiens contre-révolutionnaires considèrent que la diffusion de fausses nouvelles est un stratagème ; les premiers le jugeant favorablement (car il permet à la Révolution d’advenir) et les seconds le jugeant coupable ; pour Taine, c’est l’occasion d’exprimer son mépris du peuple et de ses réactions, peuple inconséquent qui durant la Grande Peur piétine ses maîtres protecteurs. Tous ces historiens mettent en scène des paysans naïfs, prêts à croire tout ce qu’on leur dit, passifs et aisément manipulables par des groupes plus ou moins occultes.
La Grande Peur n’est pas étudiée pour elle-même avant la fin du XIXe siècle. C’est Alphonse Aulard qui le premier nomme le phénomène Grande Peur — ou Grand'Peur à la mode du centre de la France — et lance en 1896 un appel aux historiens à publier des sources dans le Bulletin historique et philologique du Comité des travaux historiques et scientifiques : « Il n’y a peut-être pas d’évènement plus important dans l’histoire de notre pays, car c’est la grand-peur qui constitua toute la France en état de révolution et qui amena la chute de l’ancien régime. ». Son appel est suivi d’effets et de nombreuses études paraissent sur le sujet jusqu’à la Grande Guerre. C’est à ce moment que la Grande Peur commence à être considérée comme un moment incontournable de la Révolution, celui de la révolution paysanne, qui vient après celle des juristes le 17 juin et celle du peuple parisien à la mi-juillet. La Grande Peur est alors considérée comme une immense jacquerie, les masses paysannes passant à l’offensive après la première phase défensive. Bien que datant de 130 ans et erronées sur de multiples aspects, les synthèses sur le sujet présentées au grand public ou dans les manuels scolaires reprennent ses interprétations, même si elles citent Georges Lefebvre qui propose du phénomène une explication différente.
Le second historien à publier une œuvre d’importance est justement Georges Lefebvre. Son ouvrage La Grande Peur de 1789, publié en 1932, est salué par toute la critique, aussi bien au moment de sa publication, que de ses rééditions. Même si la recherche a repris sur le sujet depuis quelques décennies, son ouvrage est encore salué actuellement. L’ouvrage n’est ni critiqué ni révisé jusqu’aux années 1980. C’est lui qui établit que certaines régions restent à l’écart des courants de la Grande Peur, qu’elle n’est pas qu’une crainte des brigands, que le mouvement paysan de 1789 est plus large que la Grande Peur. C’est lui aussi qui prouve qu’il s’agit d’un mouvement spontané qui ne relève pas d’un complot. Enfin, alors que jusqu’alors on croyait que la Grande Peur s’était produite simultanément partout en France, il prouve que ce n’est pas le cas, établit une chronologie, et montre qu’il est possible de remonter des courants de la Grande Peur, peu nombreux (cinq), jusqu’à des paniques originelles. Ces courants qu’il cartographie et sa chronologie sont deux apports essentiels de Lefebvre à la connaissance de la Grande Peur encore conservés jusqu’à nos jours et qui ne sont pas remis en cause. Par contre, la croyance en un complot aristocratique comme facteur explicatif est aujourd’hui discutée,.
Des études complémentaires sont menées par Henri Dinet dans les années 1970 et 1980, qui étudie la Grande Peur dans le Hurepoix où Lefebvre estimait que la Grande Peur ne s’était pas propagée, le Beauvaisis et le Valois,. De 1978 à 1988, Clay Ramsay élargit le spectre d’études et confirme les intuitions et les observations de Lefebvre en étudiant le Soissonnais qu’il conclut en publiant The Ideology of the Great Fear : The Soissonnais in 1789.
Enfin plus récemment Timothy Tackett et Jean-Clément Martin ont publié des études sur le sujet.

## Contexte
Les révoltes font suite à un demi-siècle de soulèvements et de contestation antiseigneuriale accrue. Les cahiers de doléances se sont fait l'écho des revendications des paysans, et ont levé en eux l'espoir de ne plus subir les droits et les redevances, qui à la suite des mauvaises récoltes de 1788, les accablent plus que jamais. Cynthia Bouton relève qu’en 1789, la population est intensément politisée : la lutte entre les Parlements et la monarchie dans les années 1780, la convocation des États généraux, la rédaction des cahiers de doléance, les élections, et finalement la Grande Peur produisent une forte politisation de la population qui débat notamment du régime seigneurial. Les comptes rendus des évènements de Paris, et notamment les récits de la prise de la Bastille, mal compris, s'accompagnent de rumeurs et de craintes d'une vengeance ou de complots aristocratiques.
L'inquiétude est d'autant plus vive que le mois de juillet voit arriver le moment de la soudure, avec une hausse des prix prévisible et le soupçon que les nobles puissent accaparer les grains rares. Dans certains cas, la panique a été déclenchée par la rumeur que les aristocrates recrutaient des brigands pour couper les blés verts des campagnes et anéantir ainsi la récolte. Dans d'autres régions, les souvenirs anciens d'invasions étrangères (anglaises ou piémontaises) se sont réveillés. La peur s'est répandue rapidement de paroisse en paroisse, au son du tocsin et les paniques se sont déclenchées.
La panique se déclenche dans un climat d’anxiété extrême quant à l’approvisionnement en grains et à un moment où la récolte est encore sur pied, le blé étant presque mûr donc sec.
La peur des mendiants et des vagabonds est souvent évoquée comme élément renforçant la panique : pour Ramsay, cela est à nuancer dans le cas de la paysannerie. Dans certains cas, un tiers des villages pouvaient dépendre de la mendicité (satisfaite par les aumônes du curé) et la redistribution organisée. La mendicité est encore considérée comme normale à la campagne, et il n’y a pas de méfiance radicale envers les pauvres. La peur se répand d’autant plus vite que les alertes ne surprennent personne, elles sont plutôt attendues qu’inattendues ; dans ce climat où on s’est préparé à des alertes, un genre de procédure s’est mise en place à leur arrivée. Les étapes repérées sont la réception de l’alerte, la demande de confirmation, la réception de la confirmation, et l’appel au secours, ce qui relativise le discours sur le caractère irrationnel de la Grande Peur. Par exemple, à Bourgoin, une alerte signale une invasion des Piémontais. Les autorités vérifient l’information avant de distribuer armes et munitions. De plus, Yoichi Uriu repère que dans le Dauphiné, les transmissions des alertes ne se font pas au hasard : elles suivent les chemins vers les bourgs que chaque communauté fréquente le plus (pour la foire, le médecin, l’accoucheuse, etc.).
Parallèlement, six paniques ont éclaté en Franche-Comté à la suite d'une explosion accidentelle d'une réserve de poudre au château de Quincey, près de Vesoul.
Yoichi Uriu note que la nouvelle de la prise de la Bastille suscite de l’espoir, mais aussi de l’inquiétude.

## Déroulement
Alors que pendant 150 ans, les historiens ont cru à un déclenchement simultané dans toute la France, fomenté par la noblesse ou par les patriotes, selon les options politiques de l’auteur, les recherches de Lefebvre ont montré qu’il n’en est rien et que la Grande Peur n’est rien d’autre qu’une série de réactions en chaîne, provenant de 5 ou 6 sources seulement. Au printemps 1789, il y avait déjà eu un grand nombre de paniques locales : Lefebvre a indiqué dans son livre qu’il estimait possible que la croyance en un complot aristocratique avait pu jouer un rôle multiplicateur, sans en être sûr par manque de preuves. Cette hypothèse de travail est retenue comme valable par la plupart des historiens à sa suite, de gauche comme de droite. Pourtant, les preuves en la croyance en un complot aristocratique dans les milieux ruraux en juillet 1789 ne sont pas convaincantes pour les historiens contemporains (années 2020) : cette croyance est forte à Paris, mais pas ailleurs en France. Les rumeurs de la Grande Peur évoquent toujours des brigands à l’intérieur du pays, des armées d’invasion à proximité des frontières. Au contraire d’une croyance en complot aristocratique, les études sur la Grande Peur révèlent plutôt une solidarité verticale entre groupes sociaux, les paysans et habitants des bourgs recrutant souvent des nobles ayant été militaires pour diriger les milices. Le multiplicateur serait alors la crainte de l’anarchie et de l’effondrement des forces de l’ordre.
Les paniques ont des points de départ souvent très simples : en Champagne, c’est la poussière soulevée par un troupeau de moutons qui est prise pour celle d'une troupe de soldats en marche ; dans le Beauvaisis, dans le Maine, dans la région de Nantes et dans celle de Ruffec, où des moines mendiants furent pris pour des brigands. La peur des brigands est ce qui peut unir les élites locales et le peuple rural, alors que pour les élites, le terme brigands désigne le peuple en révolte ; comme le même mot a un sens différent dans le peuple, l’utilisation de ce mot par les élites permet à tous d’adhérer à la résistance à de supposés brigands. L’auteur anarchiste Kropotkine est le premier à avoir eu l’intuition que la Grande Peur n’est pas une peur de paysans, mais surtout une panique bourgeoise.
C. Ramsay note que le terme brigands a beaucoup de sens possibles : dans les écrits des élites, il en vient à désigner tout groupe menaçant, mais le terme peut désigner des paysans, des émeutiers cherchant du grain, des voleurs, des braconniers, des gens vivant en forêt, des gens protestant contre les impôts trop lourds. Alors que le terme peuple s’applique souvent aux mêmes personnes, quand elles sont calmes et ne menacent pas l’ordre établi. À l’inverse, dans le Soissonnais il n’y a pas de traces de désignation des aristocrates comme ennemis, la politisation comme la radicalisation est plus lente, le rapport entre seigneur et paysans étant moins central et les oppositions se faisant aussi entre gros fermiers et petits propriétaires et manouvriers.
Deux courants de la Grande Peur partent du Soisonnais, à chaque fois à la limite de la plaine céréalière et de la forêt :
- vers Saint-Pierre et Saint-Martin-de-Béthisy, à 1 km de la forêt de Compiègne. Déclenchée à l’aube, elle se répand vers Crépy (8h30) et Soissons qu’elle atteint à 13h30 ;
- un autre courant part d’Estrées-Saint-Denis, lui aussi en bordure de bois.

C. Ramsay relève que la panique se répand de plusieurs façons, relevant des différents modes de communication de la société d’Ancien Régime. Le mode de transmission des nouvelles en vigueur dans le monde rural va à courtes distances mais convainc plus et a plus d’impact émotionnel ; le mode officiel va plus vite et loin, et contrôle mieux les réactions aux nouvelles qu’il diffuse. Dans la diffusion de la Grande Peur, le mode rural a pû aller plus vite (entre le Valois et Meaux) que l’officiel ; le long de la Marne, c’est le mode officiel qui a été le plus rapide. Les élites ont participé à la diffusion de la panique, en expédiant des messagers à cheval porteurs de dépêches officielles. Quand Soissons se met à diffuser la (fausse) nouvelle, le prestige attaché à son statut de chef-lieu accroit l’impact des messages.
Voici le récit du curé de Prayssas en Agenais, Barsalou, plus tard curé constitutionnel :
« TERREUR PANIQUE : Le dernier du mois de juillet 1789 jour de vendredi à dix heures du soir, il y eut dans la paroisse grande alerte occasionnée par la peur des Anglois avec lesquels nous étions en paix, et qu’on disoit être au nombre de dix mille hommes, tantôt au bois du Feuga, tantôt à St-Pastou, à Clairac, à Lacépède et ailleurs. On sonnoit le tocsin de toutes parts depuis huit heures du soir. Les gens sages n’en crurent rien, et on ne sonna icy qu’au jour l’alarme fut grande jusqu’à onze heures avant midi. Sur l’envoy consécutif de trois émissaires de Lacépède qui demandoient du secours pour Clairac menacé - disoient-ils - par dix mille brigands, les nôtres y furent, armés de fusils, des faux et des broches. Arrivés à Lacépède ils apprirent que tous les bruits étaient sans fondement. L’alarme s’étoit répandue progressivement. à Bordeaux pendant la nuit de mercredi à jeudi, à Condom le vendredi à midi. À Agen le jeudi soir à 9 heures on sonna le tocsin dans toute la ville où s’étaient rendus de toutes parts quinze mille hommes en armes. Tout fut calme à Agen vers une heure après minuit. En 1690, même alarme dans l’Agenois le 20 aout jour de dimanche sous la dénomination de peur des Huguenots. »
Ramsay s’oppose à la vision des historiens de droite François Furet et Denis Richet qu’il juge « trop dépendants d’un prétendu primitivisme de la paysannerie ». Des idées présentes dans la plupart des histoires du phénomène au XIXe et au XXe siècle, bien que non-exprimées, est que la Grande Peur est synonyme de la révolution paysanne : mais les non-paysans y ont participé ; et que la Grande Peur, issue de la rumeur, serait possible car les milieux ruraux sont analphabètes, de culture orale et irrationnels, exprimant ainsi les stéréotypes des classes dominantes sur ce qu’elles considèrent comme une pathologie des masses (voir aussi Froissart : le concept de rumeur est chargé de présupposés, notamment contre ce qu’il appelle une pathologie populaire. Mais de nombreux membres des élites (officiers municipaux, notables, notaires, prêtres, hommes de loi, seigneurs, marchands) qui rapportent le phénomène (et qui sont nos sources) ne prennent sur le moment que peu ou pas de distance avec la rumeur, et participent à sa diffusion.
Dans le même registre, Mary Matossian a émis l’hypothèse que l'ergot de seigle — présent en grande quantité dans la farine de l'époque et présentant des caractéristiques hallucinatoires — aurait fait partie des causes de la Grande Peur.

## Une révolte sociale?
Les insurgés se firent peur mutuellement et firent peur aux « aristocrates » et aux tenants de l'autorité monarchique, provoquant généralement la fuite de la noblesse et des intendants ; il y eut très peu de résistance militaire. Georges Lefebvre décrit cinq courants dans son livre La Grande peur de 1789. Il semble n'y avoir eu aucune concertation entre ces divers foyers d'insurrection qui furent pourtant animés par des causes et des buts communs. En brûlant les châteaux et en détruisant les terriers, les paysans exprimaient le souhait de la suppression de la féodalité. C'est ainsi tout du moins que l'assemblée nationale le comprit ; elle décréta pour mettre fin aux désordres l'abolition des privilèges le 4 août 1789.
Georges Lefebvre est loin de réduire le phénomène de la « Grande Peur » à un complot « aristocratique », voire à une émotion collective de « peur des brigands ». Il titre un de ses développements : La révolte paysanne. Il relie les troubles de l'été 1789 aux révoltes antérieures, comme en Franche-Comté (1788). Il note aussi la présence parmi les insurgés du Mâconnais de nombreux paysans, mais encore de nombreux artisans locaux qui donnent à la révolte une connotation sociale qui dépasse les troubles frumentaires, anti-seigneuriaux, voire les troubles hallucinatoires de la farine française. Pour le seul Mâconnais, on arrêta « Des domestiques, des vignerons à gages, des grangers ou métayers, des artisans et des boutiquiers; les laboureurs, fermiers, meuniers, brandeviniers. Plusieurs sont propriétaires. Parmi les gens compromis on trouve un maître d'école, des huissiers, des gardes seigneuriaux, etc. »
Plus loin, il note l'avis du lieutenant criminel du bailliage de Chalon, où la révolte s'était étendue « Tous (24 pour Chalon) s'étaient attroupés comme d'un commun accord dans l'intention de dévaster les châteaux et maisons, et de s'affranchir des redevances en brûlant les Terriers ; l'on pourrait même ajouter qu'ils étaient encore excités par la haine qu'ont toujours eue les pauvres contre les riches. (…) Mais aucun ne nous a paru avoir été dirigé par cette impulsion secrète qui est en ce moment l'objet des recherches de la Respectable Assemblée ».

## Révoltes paysannes de l’été
Concomitament à la Grande Peur, des révoltes antiseigneuriales se produisent à plusieurs endroits en France (Mâconnais, Basse-Normandie), qui suivent un certain nombre de révoltes qui ont eu lieu au printemps. Une simplification courante assimile les deux phénomènes. Lefebvre relève que là où il y a eu une révolte paysanne, au printemps ou pendant l’été, il n’y a pas eu de Grande Peur. Cela se vérifie aussi dans le Soissonnais ; cela conduit Ramsay à conclure que pour qu’une région soit touchée par la Grande Peur, il faut qu’il y ait eu un minimum de paix sociale ; les régions où elle s’était déjà dégradée au point que la paysannerie se révolte n’ont pas connu la Grande Peur. Par contre la levée de milices entraîne une politisation, contre la volonté des élites ,: si la Grande Peur a une apparence de réaction conservatrice, elle est le point de départ de politisation et de radicalisation dans le Soissonnais (ce qui n’est pas toujours vrai ailleurs).
Ainsi, C. Ramsay note que le Soissonnais est divisé en deux : au nord se trouve le Cambrésis, où une révolte paysanne a eu lieu au printemps. La Grande Peur se diffuse dans tout le Soissonnais, sauf dans cette région. De même, dans le Sud, à proximité de Noyon, quelques villages ont attaqué un château ; ils se trouvent au cœur de la partie du Soissonnais qui a connu la Grande Peur, mais eux n’ont pas été touchés.
Les paysans qui s'en prirent aux châteaux, réclamèrent, pour les brûler, les vieilles chartes sur lesquelles étaient inscrits les droits féodaux dont ils avaient demandé la suppression dans les cahiers de doléances : les « terriers » (pour « livre terrier »), cette dernière circonstance indiquant pour les historiens contemporains, une conscience politique et sociale neuve, quoiqu'éventuellement confuse puisque certains émeutiers étaient persuadés d'exprimer la volonté du roi contre les seigneurs locaux. Ils allèrent parfois jusqu'à incendier les vieilles demeures seigneuriales. « La flamme était si grande entre une et deux heures de la nuit que j’aurais pu lire à ma fenêtre à la lueur du feu. Dans vingt-quatre heures ce château bien meublé fut tout pillé et brûlé ; on ne vit plus que des cheminées en l’air et des murs calcinés par le feu ou noircis par la fumée ; il n’y resta rien, pas même des gonds » a consigné dans ses registres le curé de la paroisse de Bissy-la-Mâconnaise, témoin de l'incendie du château de Lugny en Mâconnais.

### Mémoire de la «Peur», révolte sociale en Mâconnais

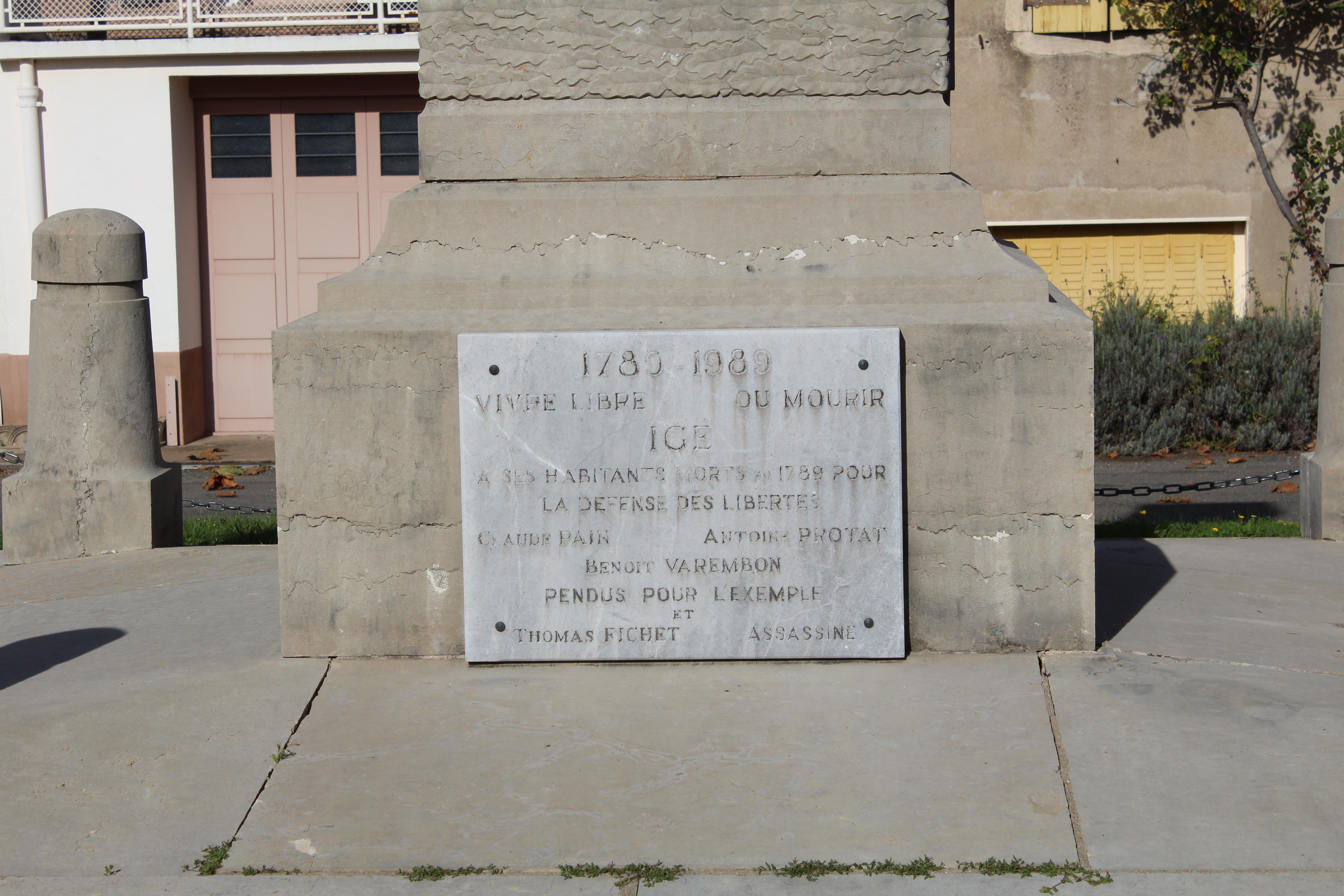
Plaque commémorative de la révolte de 1789 à Igé.

Lors de la célébration du bicentenaire de la Révolution française, une région au moins entreprend un travail d'exhumation des archives. Ce fut en Mâconnais. Par dérision les livres reprennent le terme de «brigands» dans leur titre, qui est le nom que les nobles attaqués donnèrent aux paysans révoltés. La commémoration des événements mêla spectacles rétrospectifs, avec participation festive de la population et recherches historiques collectives.
Un premier ouvrage se concentrait sur le canton de Lugny dont les seize communes participent à la révolte de juillet 1789. Sur les 264 «brigands» du canton qui sont arrêtés, on relève 53 vignerons, 51 manouvriers domestiques, 26 « laboureurs », 19 « grangers-fermiers ». Il y a aussi dix tixiers (tisseurs), dix charpentiers, onze tailleurs de pierre, dix tonneliers, trois meuniers, etc.. C'est le peuple du vignoble qui se révolte et non pas quelques misérables bandits. En cela c'est la Révolution à la campagne, notée par Georges Lefebvre. La nuit du 4 août 1789, les députés désamorcent dans l'urgence une «prise de la Bastille» des campagnes françaises.
Un second ouvrage est publié l'année suivante et va dans le même sens. Selon le préfacier (Pierre Goujon) et les auteurs, ce n'est que « pour rétablir la vérité historique occultée depuis l'événement même par une historiographie partisane ou conformiste ». Ces « brigands mâconnais » ce sont les paysans en révolte dans une terre « d'inégalités et de tensions sociales avivées par la crise économique ». L'ouvrage n'oublie pas la répression « sauvage » par les milices bourgeoises apeurées : 20 paysans tués dans les affrontements, sans compter d'autres devant le château de Cormatin, 250 prisonniers, 32 pendaisons sur le terroir restreint de Tournus, Mâcon, Cluny. La justice « légale » continue le travail en août : deux autres pendaisons, une condamnation aux galères. L'amnistie des faits relatifs à juillet 1789, à la suite d'une démarche de 25 communes du Mâconnais est votée le 22 mars 1791 par l'Assemblée constituante.

### La révolte dans le Vivarais
À partir de la mi-juillet 1789, les rumeurs se mêlent aux réalités : 10 000 Piémontais auraient envahi le Dauphiné, la France serait envahie par des brigands, des libelles courent selon lesquels « le roi fait brûler tous les châteaux, il n'en veut pas d'autres que le sien ». À partir du 9 août, des désordres se produisent à Rochemaure puis à Meysse. Le 19 août, les magistrats de la sénéchaussée de Villeneuve-de-Berg en appellent au roi pour faire cesser les événements et énumèrent les châteaux brûlés, des monastères pillés les nobles molestés ou assassinés. Une figure émerge parmi ces brigands, celle de Degout-Lachamp, déjà condamné par contumace en 1783 à la suite de la révolte des Masques armés.
De nombreuses propriétés de seigneurs comme les de Bernis, les Vogüé, les d'Antraigues furent saccagées.

## Conséquences
Quand les communautés locales réalisent qu’elles sont vulnérables et qu’il n’y a pas de système de secours mutuel, elles organisent des milices, qui deviennent les gardes nationales, recrutées sur la base du volontariat, : initialement destinées à la protection des propriétés des bourgeois, elles sont légitimées par le discours sur les brigands. Alors que ce système d’autodéfense avait toujours été considéré comme une contrainte pénible, ce n’est plus le cas en 1789. Et les villages se fédèrent entre eux pour assurer une assistance mutuelle. La première fédération a lieu à Luynes, en Touraine, dès le 2 août. Dans le sud-est, elles se forment à la fin du mois d’août. Bientôt, ces fédérations, de système d’entraide horizontale entre communautés égales et locales, se multiplient, avant que d’autres fédérations soient mobilisées sur un mode vertical, entre une ville importante et une vaste zone autour d’elle. Le pouvoir central est inquiet de cette décentralisation et de l’érosion de son pouvoir qu’il subit ; l’Assemblée nationale est elle aussi méfiante. Elle fait donc effort pour neutraliser ce mouvement et ce qui fait sa force : sa spontanéité et son influence ; d’où la demande à la mairie de Paris d’organiser la fête de la Fédération le 14 juillet 1790, qui se produit en même temps avec 250 autres dans toute la France, exactement synchronisées : la coopération horizontale est remplacée par une participation verticale.
Les élites profitent de la Grande Peur pour créer des milices, et tenir un discours légitime sur le maintien de l’ordre.
Le point d’aboutissement de la Grande Peur est donc l’armement de la population et le décret de l’Assemblée du 18 septembre qui enjoint à la police, aux tribunaux et aux municipalités de requérir les milices bourgeoises, les maréchaussées et même la troupe pour le maintien de l’ordre : les pouvoirs locaux sont donc ratifiés par l’État et peuvent donc rassembler sous leur commandement l’ensemble des forces armées. En tout cas, à l’Assemblée nationale, certains députés apprenant que leurs châteaux avaient brûlé, on amalgame les phénomènes de panique et les révoltes agraires (alors que les premiers sont dix fois plus importants que les secondes) et conclut à un soulèvement contre le système seigneurial.
Le vote de la loi martiale le 21 octobre est une réponse au climat créé par la Grande Peur, la révolte anti-seigneuriale et les émeutes frumentaires : mais les autorités locales hésitent à en faire usage, ayant des doutes sur la pertinence de la liberté du commerce des grains, et une certaine solidarité avec la population se manifeste à certains moments.